# VM i skak 1984
VM i skak 1984-1985 var en match mellem den regerende verdensmester i skak Anatolij Karpov, Sovjetunionen, og hans landsmand, skakhistoriens yngste udfordrer Garri Kasparov, som var 21 år gammel, da matchen startede. Denne match blev med sine 48 partier den længste VM-match i skakhistorien, og den første som blev afbrudt, uden at man havde fundet en vinder. Med afbrydelsen beholdt Karpov titlen, men en ny VM-match blev fastsat til senere i 1985, hvor man kun skulle spille til bedst af 24 partier.
Matchen begyndte den 10. september 1984 i Moskva, det 48. parti blev spillet den 8. februar 1985, og matchen blev afbrudt den 15. februar, altså over fem måneder efter den startede.
Det var daværende FIDE-præsident Florencio Campomanes som afbrød matchen ved stillingen 5 – 3 (40 remis) til Karpov, hvor man spillede til seks, men hvor Kasparov havde vundet to partier i træk. Campomanes' begrundelse for at afbryde matchen var fysisk udmattelse hos begge spillere, hvilket begge afviste, og der debatteres fortsat i skakkredse dels om den egentlige baggrund for afbrydelsen og dels om, hvem der havde fordel af afbrydelsen.

## Baggrund
Skakken blev endnu engang påvirket af politik, da det sovjetiske skakforbund nægtede at stille op til semifinalerne i kandidatturneringen, som skulle afvikles i Pasadena, Californien, USA. De to semifinaler var Viktor Kortsjnoj – Garri Kasparov og Zoltan Ribli, Ungarn – Vassilij Smyslov. Der er blevet spekuleret i, om det skyldtes frygt for at Kasparov ville hoppe af, men det var nok snarere USA og flere andre vestlige landes boykot af OL i Moskva i 1980 (der blev fulgt af en østblok-boykot af OL i Los Angeles i 1984) og det generelt kølige forhold mellem de to supermagter, som gjorde udslaget. Campomanes startede med at ville udelukke Kasparov og Vassilij Smyslov, men lod sig overtale til ikke at lægge sig for kraftigt ud med de magtfulde russere og fik forhandlet en flytning af semifinalerne til London.
Kasparovs vej til VM-matchen gik over sejr i Interzoneturneringen i Moskva i 1982, videre til en sejr i kandidatturneringens kvartfinale over landsmanden Alexander Beljavskij med 6 – 3 (bedst af 10), i semifinalen slog han den 32 år ældre Kortsjnoj med 7 – 4 (bedst af 12), og i finalen slog han den 42 år ældre Smyslov med 8½ – 4½ (bedst af 16). Smyslov som er den ældste, der nogensinde har spillet kandidatfinale, kom i øvrigt i bogstaveligste forstand kun videre fra sin kvartfinale mod Robert Hübner fra Vesttyskland ved rent held: efter uafgjort i både den ordinære match og to omkampe, trak man lod ved at køre en roulette, som befandt sig på et kasino ved spillestedet.

### Kandidatturneringens tabel
|  | Kvartfinaler Bedst af 10 partier | Kvartfinaler Bedst af 10 partier | Kvartfinaler Bedst af 10 partier |         |          | Semifinaler Bedst af 12 partier | Semifinaler Bedst af 12 partier | Semifinaler Bedst af 12 partier |  |  | Finale Bedst af 16 partier | Finale Bedst af 16 partier | Finale Bedst af 16 partier |
|  |                                  |                                  |                                  |         |          |                                 |                                 |                                 |  |  |                            |                            |                            |
|  |                                  | Garri Kasparov                   | 6                                |         |          |                                 |                                 |                                 |  |  |                            |                            |                            |
|  |                                  | Alexander Beljavskij             | 3                                |         |          |                                 |                                 |                                 |  |  |                            |                            |                            |
|  |                                  | Alexander Beljavskij             | 3                                |         | Kasparov | 7**                             |                                 |                                 |  |  |                            |                            |                            |
|  |                                  |                                  |                                  |         | Kasparov | 7**                             |                                 |                                 |  |  |                            |                            |                            |
|  |                                  |                                  | Kortsjnoj                        | 4       |          |                                 |                                 |                                 |  |  |                            |                            |                            |
|  |                                  | Viktor Kortsjnoj                 | Kortsjnoj                        | 4       | 6        |                                 |                                 |                                 |  |  |                            |                            |                            |
|  |                                  | Viktor Kortsjnoj                 |                                  |         | 6        |                                 |                                 |                                 |  |  |                            |                            |                            |
|  |                                  | Lajos Portisch                   | 3                                |         |          |                                 |                                 |                                 |  |  |                            |                            |                            |
|  |                                  |                                  |                                  |         |          |                                 |                                 |                                 |  |  |                            | Kasparov                   | 8½                         |
|  |                                  |                                  |                                  | Smyslov | 4½       |                                 |                                 |                                 |  |  |                            |                            |                            |
|  |                                  | Robert Hübner                    | 7                                |         |          |                                 |                                 |                                 |  |  |                            |                            |                            |
|  |                                  | Vassilij Smyslov                 | 7*                               |         |          |                                 |                                 |                                 |  |  |                            |                            |                            |
|  |                                  | Vassilij Smyslov                 | 7*                               |         | Smyslov  | 6½**                            |                                 |                                 |  |  |                            |                            |                            |
|  |                                  |                                  |                                  |         | Smyslov  | 6½**                            |                                 |                                 |  |  |                            |                            |                            |
|  |                                  |                                  | Ribli                            | 4½      |          |                                 |                                 |                                 |  |  |                            |                            |                            |
|  |                                  | Eugenio Torre                    | Ribli                            | 4½      | 4        |                                 |                                 |                                 |  |  |                            |                            |                            |
|  |                                  | Eugenio Torre                    |                                  |         | 4        |                                 |                                 |                                 |  |  |                            |                            |                            |
|  |                                  | Zoltán Ribli                     | 6                                |         |          |                                 |                                 |                                 |  |  |                            |                            |                            |

*) Efter uafgjort i to omkampe blev Smyslov tildelt sejren ved lodtrækning på et roulettehjul.

**) Kasparov og Smyslov blev oprindeligt erklæret for tabere uden kamp, da Sovjetunionen ikke ville lade dem stille til kamp i Californien. Matcherne blev dog gennemført i London i stedet.

## Styrkeforholdet inden matchen
Karpov gik ind til matchen som favorit, selv om Kasparov havde overhalet ham på FIDEs ratingliste. Dels havde Karpov betydeligt mere matcherfaring, dels havde Kasparov ikke for alvor fået modstand i kandidatturneringen og endelig havde Kasparov før matchen endnu aldrig vundet et parti fra verdensmesteren.
Der var dog ikke mange, som var i tvivl om, at Kasparov var skakkens fremtid (sådan blev han bl.a. omtalt af eksverdensmester Mikhail Botvinnik), og man regnede med, at denne match ville gøre ham klar til for alvor at udfordre Karpov i den efterfølgende VM-cyklus.
Der var dog heller ingen som regnede Kasparov for helt chanceløs, og Karpovs hold af sekundanter vurderede inden matchen, at det ville blive en sejr på 6 – 3 eller 6 – 4 til den regerende mester.
Kasparov på sin side spillede for at vinde og lagde ud i sin vanlige aggressive spillestil.

## Matchresultat
| VM matchen Karpov - Kasparov , 1984 - 1985 | VM matchen Karpov - Kasparov , 1984 - 1985 | VM matchen Karpov - Kasparov , 1984 - 1985 | VM matchen Karpov - Kasparov , 1984 - 1985 | VM matchen Karpov - Kasparov , 1984 - 1985 | VM matchen Karpov - Kasparov , 1984 - 1985 | VM matchen Karpov - Kasparov , 1984 - 1985 | VM matchen Karpov - Kasparov , 1984 - 1985 | VM matchen Karpov - Kasparov , 1984 - 1985 | VM matchen Karpov - Kasparov , 1984 - 1985 | VM matchen Karpov - Kasparov , 1984 - 1985 | VM matchen Karpov - Kasparov , 1984 - 1985 | VM matchen Karpov - Kasparov , 1984 - 1985 | VM matchen Karpov - Kasparov , 1984 - 1985 | VM matchen Karpov - Kasparov , 1984 - 1985 |
| Parti                                      | Dato (1984)                                | Hvid                                       | Sort                                       | Resultat                                   | I alt Karpov                               | I alt Kasparov                             | -                                          | Parti                                      | Dato (1984)                                | Hvid                                       | Sort                                       | Resultat                                   | I alt Karpov                               | I alt Kasparov                             |
| ------------------------------------------ | ------------------------------------------ | ------------------------------------------ | ------------------------------------------ | ------------------------------------------ | ------------------------------------------ | ------------------------------------------ | ------------------------------------------ | ------------------------------------------ | ------------------------------------------ | ------------------------------------------ | ------------------------------------------ | ------------------------------------------ | ------------------------------------------ | ------------------------------------------ |
| 1                                          | 10. september                              | Karpov                                     | Kasparov                                   | ½ – ½                                      | 0                                          | 0                                          | -                                          | 26                                         | 21. november                               | Kasparov                                   | Karpov                                     | ½ – ½                                      | 4                                          | 0                                          |
| 2                                          | 12. september                              | Kasparov                                   | Karpov                                     | ½ – ½                                      | 0                                          | 0                                          | -                                          | 27                                         | 23. november                               | Karpov                                     | Kasparov                                   | 1 – 0                                      | 5                                          | 0                                          |
| 3                                          | 17. september                              | Karpov                                     | Kasparov                                   | 1 – 0                                      | 1                                          | 0                                          | -                                          | 28                                         | 28. november                               | Kasparov                                   | Karpov                                     | ½ – ½                                      | 5                                          | 0                                          |
| 4                                          | 21. september                              | Kasparov                                   | Karpov                                     | ½ – ½                                      | 1                                          | 0                                          | -                                          | 29                                         | 3. december                                | Karpov                                     | Kasparov                                   | ½ – ½                                      | 5                                          | 0                                          |
| 5                                          | 24. september                              | Karpov                                     | Kasparov                                   | ½ – ½                                      | 1                                          | 0                                          | -                                          | 30                                         | 5. december                                | Kasparov                                   | Karpov                                     | ½ – ½                                      | 5                                          | 0                                          |
| 6                                          | 26. september                              | Kasparov                                   | Karpov                                     | 0 - 1                                      | 2                                          | 0                                          | -                                          | 31                                         | 7. december                                | Karpov                                     | Kasparov                                   | ½ – ½                                      | 5                                          | 0                                          |
| 7                                          | 28. september                              | Karpov                                     | Kasparov                                   | 1 – 0                                      | 3                                          | 0                                          | -                                          | 32                                         | 12. december                               | Kasparov                                   | Karpov                                     | 1 – 0                                      | 5                                          | 1                                          |
| 8                                          | 3. oktober                                 | Kasparov                                   | Karpov                                     | ½ - ½                                      | 3                                          | 0                                          | -                                          | 33                                         | 17. december                               | Karpov                                     | Kasparov                                   | ½ – ½                                      | 5                                          | 1                                          |
| 9                                          | 5. oktober                                 | Karpov                                     | Kasparov                                   | 1 – 0                                      | 4                                          | 0                                          | -                                          | 34                                         | 19. december                               | Kasparov                                   | Karpov                                     | ½ – ½                                      | 5                                          | 1                                          |
| 10                                         | 8. oktober                                 | Kasparov                                   | Karpov                                     | ½ – ½                                      | 4                                          | 0                                          | -                                          | 35                                         | 26. december                               | Karpov                                     | Kasparov                                   | ½ – ½                                      | 5                                          | 1                                          |
| 11                                         | 10. oktober                                | Karpov                                     | Kasparov                                   | ½ - ½                                      | 4                                          | 0                                          | -                                          | 36                                         | 28. december                               | Kasparov                                   | Karpov                                     | ½ – ½                                      | 5                                          | 1                                          |
| 12                                         | 12. oktober                                | Kasparov                                   | Karpov                                     | ½ – ½                                      | 4                                          | 0                                          | -                                          |                                            | Dato (1985)                                |                                            |                                            |                                            |                                            |                                            |
| 13                                         | 15. oktober                                | Karpov                                     | Kasparov                                   | ½ - ½                                      | 4                                          | 0                                          | -                                          | 37                                         | 2. januar                                  | Karpov                                     | Kasparov                                   | ½ – ½                                      | 5                                          | 1                                          |
| 14                                         | 17. oktober                                | Kasparov                                   | Karpov                                     | ½ - ½                                      | 4                                          | 0                                          | -                                          | 38                                         | 4. januar                                  | Kasparov                                   | Karpov                                     | ½ – ½                                      | 5                                          | 1                                          |
| 15                                         | 19.oktober                                 | Karpov                                     | Kasparov                                   | ½ - ½                                      | 4                                          | 0                                          | -                                          | 39                                         | 7. januar                                  | Karpov                                     | Kasparov                                   | ½ – ½                                      | 5                                          | 1                                          |
| 16                                         | 22. oktober                                | Kasparov                                   | Karpov                                     | ½ – ½                                      | 4                                          | 0                                          | -                                          | 40                                         | 9. januar                                  | Kasparov                                   | Karpov                                     | ½ – ½                                      | 5                                          | 1                                          |
| 17                                         | 24. oktober                                | Karpov                                     | Kasparov                                   | ½ - ½                                      | 4                                          | 0                                          | -                                          | 41                                         | 14. januar                                 | Karpov                                     | Kasparov                                   | ½ – ½                                      | 5                                          | 1                                          |
| 18                                         | 26. oktober                                | Kasparov                                   | Karpov                                     | ½ – ½                                      | 4                                          | 0                                          | -                                          | 42                                         | 16. januar                                 | Kasparov                                   | Karpov                                     | ½ – ½                                      | 5                                          | 1                                          |
| 19                                         | 29. oktober                                | Karpov                                     | Kasparov                                   | ½ – ½                                      | 4                                          | 0                                          | -                                          | 43                                         | 18. januar                                 | Karpov                                     | Kasparov                                   | ½ – ½                                      | 5                                          | 1                                          |
| 20                                         | 31. oktober                                | Kasparov                                   | Karpov                                     | ½ - ½                                      | 4                                          | 0                                          | -                                          | 44                                         | 21. januar                                 | Kasparov                                   | Karpov                                     | ½ – ½                                      | 5                                          | 1                                          |
| 21                                         | 2. november                                | Karpov                                     | Kasparov                                   | ½ – ½                                      | 4                                          | 0                                          | -                                          | 45                                         | 23. januar                                 | Karpov                                     | Kasparov                                   | ½ – ½                                      | 5                                          | 1                                          |
| 22                                         | 5. november                                | Kasparov                                   | Karpov                                     | ½ – ½                                      | 4                                          | 0                                          | -                                          | 46                                         | 28. januar                                 | Kasparov                                   | Karpov                                     | ½ – ½                                      | 5                                          | 1                                          |
| 23                                         | 12. november                               | Karpov                                     | Kasparov                                   | ½ - ½                                      | 4                                          | 0                                          | -                                          | 47                                         | 30. januar                                 | Karpov                                     | Kasparov                                   | 0 – 1                                      | 5                                          | 2                                          |
| 24                                         | 16. november                               | Kasparov                                   | Karpov                                     | ½ - ½                                      | 4                                          | 0                                          | -                                          | 48                                         | 8. februar                                 | Kasparov                                   | Karpov                                     | 1 – 0                                      | 5                                          | 3                                          |
| 25                                         | 19. november                               | Karpov                                     | Kasparov                                   | ½ – ½                                      | 4                                          | 0                                          | -                                          |                                            | 15. februar                                | Florencio Campomanes afbryder matchen.     | Florencio Campomanes afbryder matchen.     | Florencio Campomanes afbryder matchen.     | Florencio Campomanes afbryder matchen.     | Florencio Campomanes afbryder matchen.     |

## Efterspil
Campomanes tog personligt til Moskva for at afbryde matchen. I den meddelelse han udsendte, skrev han bl.a.:
"Begge parter ønsker at fortsætte matchen, selv om den allerede har varet dobbelt så længe som nogen match afviklet efter de hidtil gældende regler. Min bekymring går først og fremmest på verdens to bedste spilleres helbred, og det ligger mig stærkt på sinde ikke at lade deres match udvikle sig til en udholdenhedsprøve. Jeg har truffet denne beslutning efter nøje at have taget alle omstændigheder i betragtning, og der er ingen udefra, der har forsøgt at påvirke mig."
Der diskuteres stadig i skakkredse, hvorvidt det var den rigtige beslutning at afbryde matchen på dette tidspunkt. Kasparov kaldte det for "skammens dag" og hævdede, at det kun skete for at beskytte Karpov. Problemet med denne beskyldning er, at det givetvis var en endnu større fordel for Kasparov at starte en ny match. Karpov manglede trods alt kun én sejr, hvilket Kasparov selv medgiver i sin bog Alt på et bræt (oversat fra Child of Change, 1988), hvor han angiver sin sejrschance til 25-30 pct.. Campomanes har aldrig selv givet en udtømmende forklaring på hændelsesforløbet.
Beslutningen om at annullere matchen medførte bl.a. en række forsinkelser i den efterfølgende VM-cyklus.